# Cristian Săpunaru
Ionuţ Cristian Săpunaru est un footballeur international roumain né le 5 avril 1984 à Bucarest. Il évolue au poste de défenseur au Rapid Bucarest.

## Carrière

### En club
Le sélectionneur de l'Équipe de Roumanie, Victor Pițurcă, le retient parmi l'effectif de vingt-trois joueurs appelé à participer à l'Euro 2008.
En 2008, il est transféré au FC Porto pour 2,5 millions d'euros où il occupait le poste d'arrière droit.
Fin août 2012, il signe en faveur du Real Saragosse.

## En sélection
- 36 sélections et 0 but avec l'Équipe de Roumanie entre 2008 et 2019.
- Participation à l'Euro 2008 en Suisse et en Autriche et à l'Euro 2016 en France.

## Palmarès

### Clubs
National Bucarest
- Finaliste de la Coupe de Roumanie en 2006.

 Rapid Bucarest
- Vainqueur de la Coupe de Roumanie en 2007.
- Vainqueur de la Supercoupe de Roumanie en 2007.

 FC Porto
- Vainqueur de la Ligue Europa en 2011.
- Finaliste de la Supercoupe de l'UEFA en 2011.
- Champion du Portugal en 2009, 2011 et 2012.
- Vainqueur de la Coupe du Portugal en 2009, 2010 et 2011.
- Vainqueur de la Supercoupe du Portugal en 2009 et 2010.

 Astra Giurgiu
- Finaliste de la Coupe de Roumanie en 2017.

## Galerie

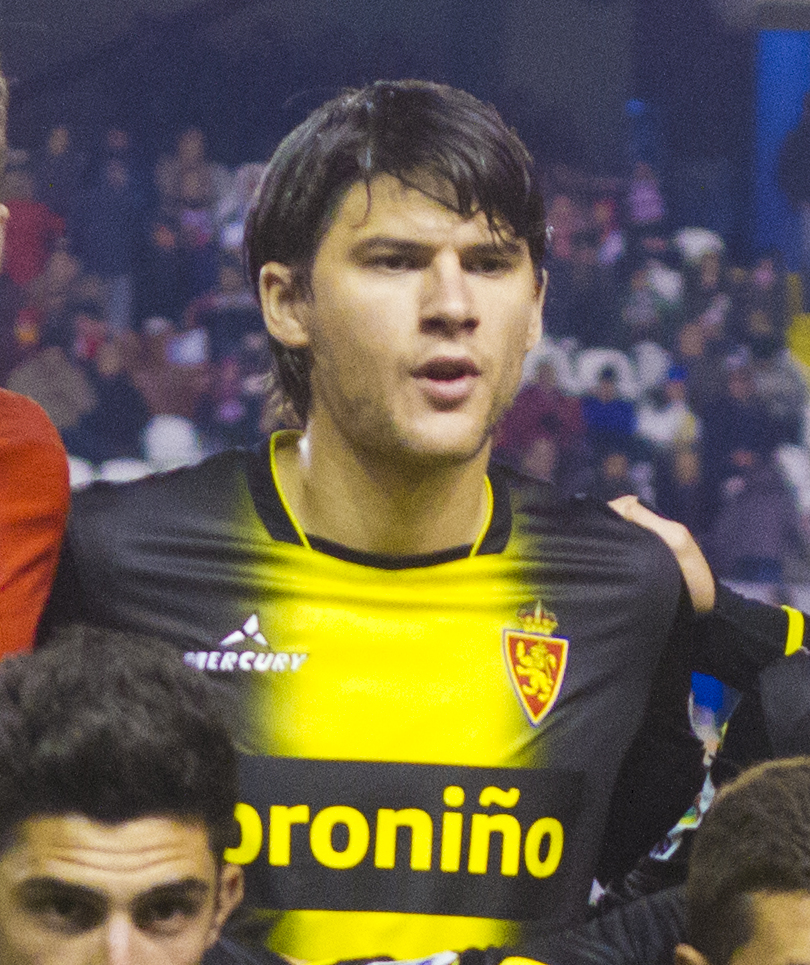
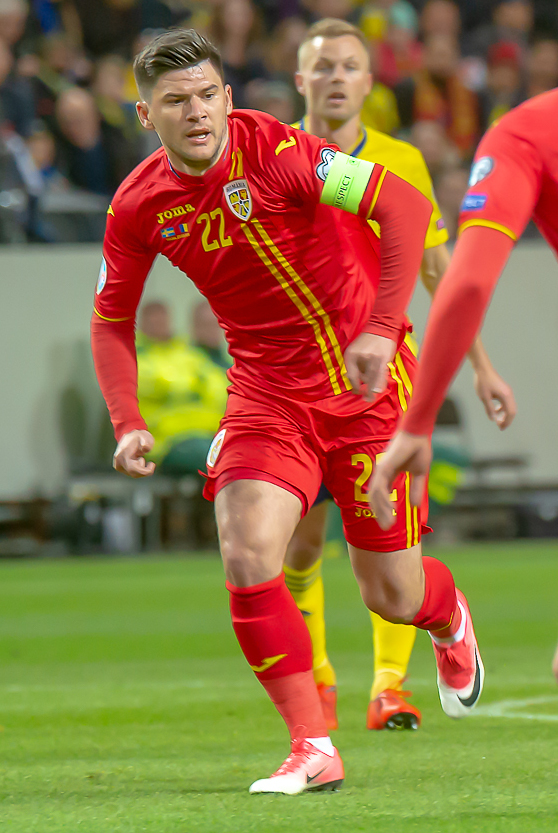